# Бервік-апон-Твід
Бе́рвік-апо́н-Твід (англ. Berwick-upon-Tweed i[ˈbɛrɪk]), або просто Бервік, — місто на східному узбережжі Англії, у графстві Нортумберленд, найпівнічніше місто Англії. Розташоване на півострові при впадінні річки Твід до Північного моря, за 2,5 милі (4 км) на південь від шотландського кордону. Відповідно до даних перепису 2001 року, у Бервіку, колишньому головному місті округу Бервікшир проживало 11 665 осіб. У 2008 році створено цивільний округ та муніципалітет.

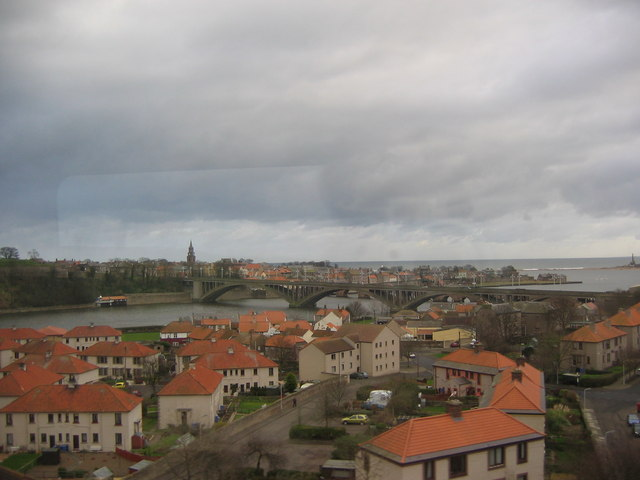

Засноване за часів існування королівства Нортумбрія — складової частини Гептархії, місто упродовж століть стало місцем історичних прикордонних війн між Англією та Шотландією, поки, урешті-решт, не перейшло до Англії у 1482 році.

## Історія

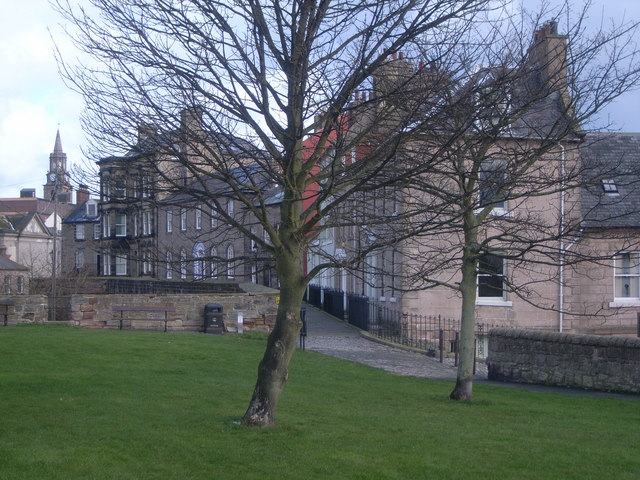

Перше поселення на території Бервіка з'явилося наприкінці I тисячоліття н. е., воно входило до складу королівства Нортумбрія. На нього нападали нормани. У 1018 році переходить до Шотландії. На початку XII століття шотландський король Давид I оголошує статус Бервіка як одного з 4 королівських замків.
У XIII столітті Бервік, завдяки своїй найкращій на всю Шотландію гавані, у якій провадилася жвава торгівля лісом, зерном та рибою, стає найбільшим та найбагатшим містом країни. Однак 1296 року англійський король Едуард I нападає на місто й руйнує його. В результаті невпинних англо-шотландських війн тільки за період з 1296 до 1482 року Бервік 13 разів переходить від Англії до Шотландії й навпаки. У результаті цих дій місто поступово занепадає.

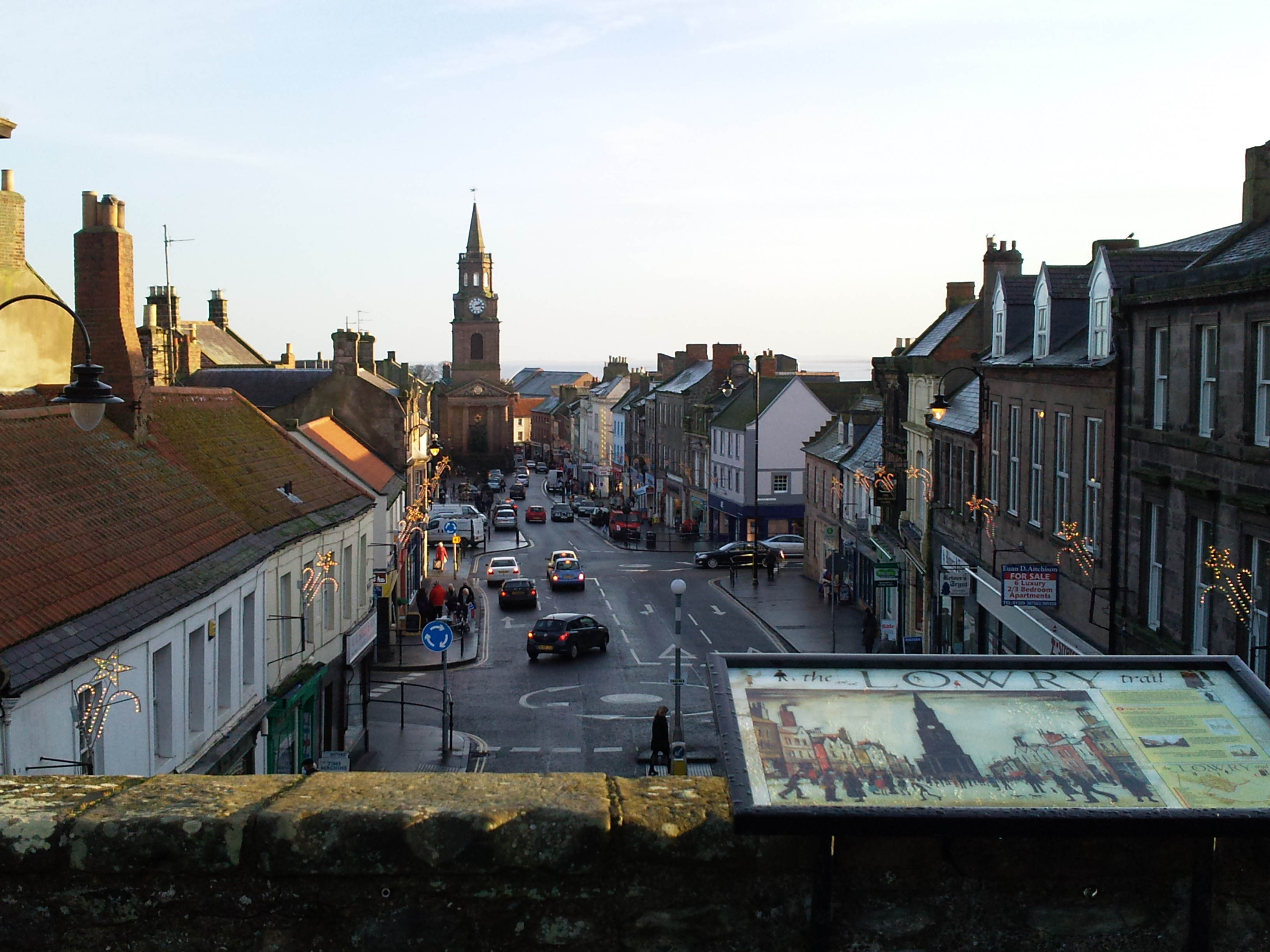

У 1482 році король Річард III приєднує його до Англії остаточно. Однак, відповідно до угоди, укладеної в Бервіку 1502 року між Генріхом VII Англійським та Яковом IV Шотландським про те, що Бервік належить Англії, але не є частиною Англійського Королівства, місто мало упродовж кількох століть унікальний юридичний та адміністративний статус у Великій Британії. У 1746 році англійський парламент, видавши Акт про Уельс і Бервік, поширив і на територію Бервика чинність англійського законодавства. Лише 1974 року, після проведеної в Англії реформи управління, місто втратило останні «особливі права» та увійшло до складу графства Нортумберленд.

## Війна з Росією
Одним з політичних курйозів, пов'язаних із особливим статусом Бервіка, була його так звана «війна з Росією». Завдяки своєму статусу, Бервік аж до 1885 року включався до титулатури англійських монархів. Таким чином, низка британських урядових документів видавалась від імені «Англії, Шотландії й міста Бервік». Також оголошення війни Росії у 1854 році, що поклало початок Кримській війні, королева Вікторія підписала від імені «Великої Британії, Ірландії, Бервіка й усіх британських володінь». Однак під час укладення Паризької мирної угоди 1856 року забули зазначити Бервік у тексті.
Таким чином, невелике англійське містечко упродовж 113 років юридично перебувало у стані війни з Росією, поки 1966 року радянський представник не підписав разом із мером Бервіка Робертом Ноксом «мирну угоду». Втім, на думку деяких юристів, мер не мав права підписувати такі документи, оскільки не був правонаступником королеви Вікторії.

## Економіка
Бервік нині є квітучим торговельним центром. Дієздатне населення становить в округу 60 %, пенсіонери — 19 %, безробітні — близько 4 %. Понад 60 % числа тих, що працюють, зайнято у сфері обслуговування — в торгівлі, готельному бізнесі, банківській сфері, охороні здоров'я, транспорті. 13 % працюють у промисловості, 10 % — у сільському господарстві, 8 % — на будівництві.
У місті й окрузі розвинені рибальство (ловля лосося), суднобудування, машинобудування, виробництво тканин (у першу чергу — твіда), обробка деревини.